# Галеаццо Алессі
Галеаццо Алессі (італ. Galeazzo Alessi, 1512, Перуджа — 30 грудня 1572, Перуджа) — один зі славнозвісних архітекторів XVI століття, творець Палацці деі Роллі у Генуї.
Народився у Перуджі 1512 року.
Алессі був, як припускають, учнем Г. Б. Капоралі, вивчав ревно стародавню архітектуру та своїми будівлями у Генуї, де він найбільше проявив себе, придбав гучну популярність далеко за межами Італії.
До найчудовіших його творам належать в Генуї палаци Грімальді, Б'янко, Леркара, Спинола, вілла Паловічіні, будівля банку, тощо.
Шедевром вважається церква Св. Марія ді Каріньяно; їм же збудовані: прекрасна вілла Джустініані у містечку Альбар, церкви Сан Паоло і Сан Вітторе, a також передній фасад церкви Сан Чельсо та знаменитий палац Томмазо Маріні.
1550 року на замовлення генуезького дожа Алессі спроектував Страда Нуова (нині Віа Гарібальді) один з перших прикладів ренесансних проспектів (пряма вулиця).
З Неаполя, Сицилії, Фландрії та Німеччині до нього надходило багато вимог на креслення для будівель, і він склав також різні малюнки для іспанського Ескоріала.
Галеаццо Алессі помер 30 грудня 1572 у своєму рідному місті Перуджа, де провів останні роки життя і в околицях якого їм були зведені для сімейства Делла Корніа величні споруди на березі озера.